# David Malet i Casamitjana
David Malet i Casamitjana (Barcelona, 1971) és un pianista, organista, mestre de capella i director de cors i orquestra català.